# ALBA (Synchrotron)

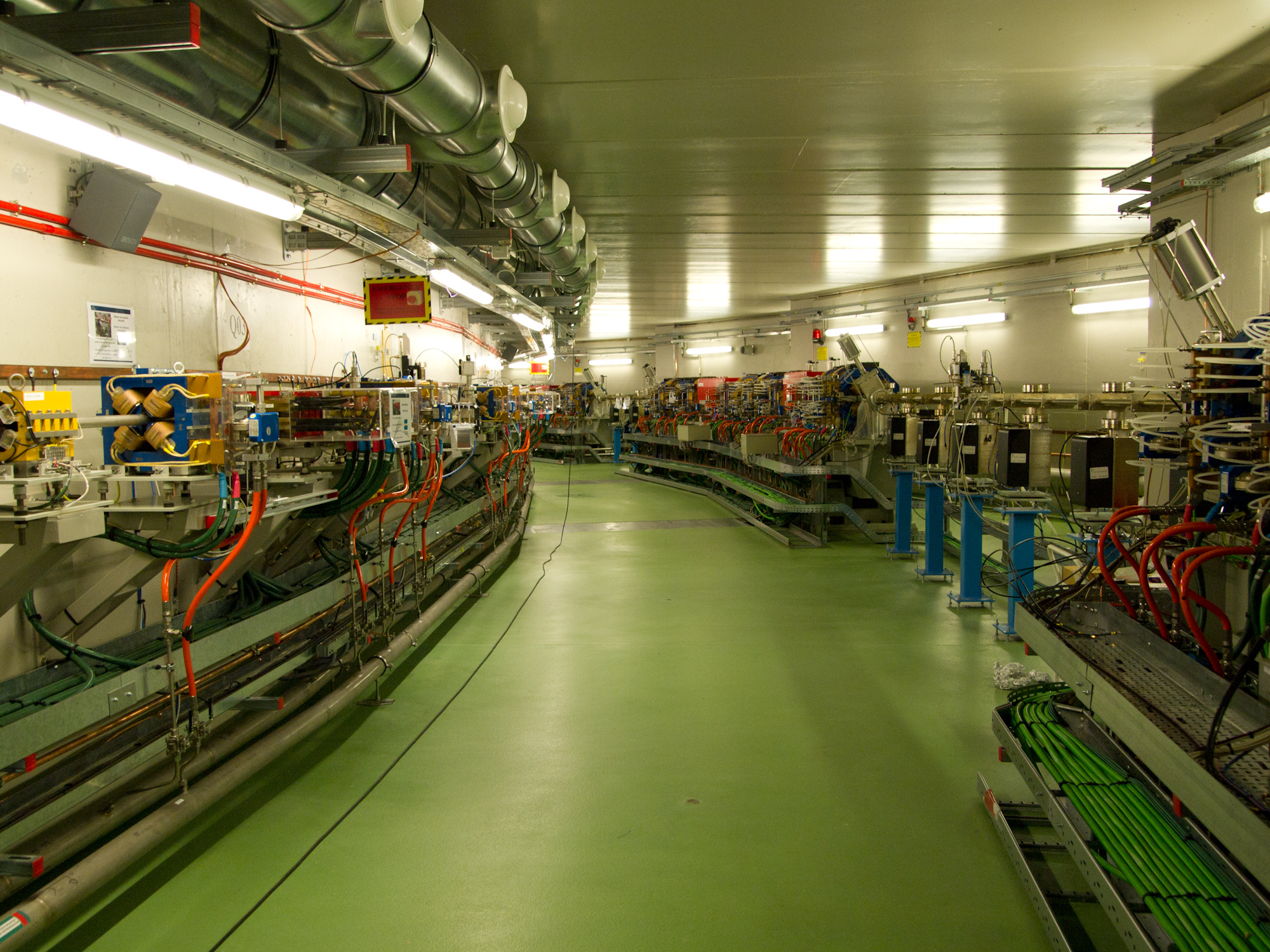
Blick auf den Elektronenspeicherring

Das Synchrotron ALBA ist eine spanische Synchrotronstrahlungsquelle der dritten Generation in Cerdanyola del Vallès ca. 17 km nördlich von Barcelona. ALBA wird vom Konsortium CELLS (Consorcio para la Construcción, Equipamiento y Explotación del Laboratorio de Luz de Sincrotrón) betrieben und zu gleichen Teilen von der spanischen und katalanischen Regierung finanziert. Der Umfang des Elektronenspeicherrings beträgt 268,8 m und die Nominalenergie der Elektronen 3 GeV.  An derzeit (Stand Dezember 2016) acht Beamlines können Fragestellungen vor allem aus den Gebieten der Biologie, Festkörperphysik sowie der Materialwissenschaft bearbeitet werden. Zwei weitere Beamlines befinden sich zudem in der Planungs- bzw. Bauphase.